# 宝天曼平腹蛛
宝天曼平腹蛛（学名：Gnaphosa baotianmanensis）为平腹蛛科平腹蛛属的动物。在中国大陆，分布于河南等地，多栖息于山野草丛石下。该物种的模式产地在河南。